# Лопес, Хорди
Хо́рди Ло́пес Фельпе́то (исп. Jordi López Felpeto; 28 февраля 1981, Гранольерс, Испания; более известен как просто Хо́рди Ло́пес) — испанский футболист, игравший на позиции полузащитника. Обладатель Кубка УЕФА 2005/06 (в 1/16 финала принёс победу своему клубу над московским «Локомотивом», забив гол на выезде; в финале турнира не играл). Главный тренер клуба «Террасса».

## Игровая карьера
Родился в Гранольерс, Барселона, Каталония. Футбольную карьеру Хорди Лопес начал в «Барселоне С», после чего был приглашён в «Кастилью». В Примере за «Реал Мадрид» сыграл в двух матчах в сезоне 2003/04. В 2004 году перешёл в «Севилью». С андалусским клубом Лопес принял участие в десяти матчах розыгрыша Кубка УЕФА 2005/06, завоёванного «Севильей». Забил победный гол на выезде в 1/16 финала московскому «Локомотиву». 10 апреля 2005 года забил свой первый гол в Примере в ворота «Эспаньола» (3:1). В сезоне 2006/07 играл в составе «Мальорки». В сезоне 2007/08 был отдан в аренду в «Расинг», с которым играл в квалификации Кубка УЕФА. В обоих испанских командах Хорди в основном использовался как игрок замены.
В конце сезона 2007/08 года «Мальорка» отпустила Лопеса, после чего он приступил к тренировкам с английским клубом «Портсмут». В августе того же года проходил просмотр в «Блэкберн Роверс», но после конфликта с одним из его игроков, футболист вернулся на Балеарские острова, где до конца 2008 года тренировался самостоятельно.
В январе 2009 года Лопес пытался трудоустроиться в «Бирмингем Сити», но у футболиста были выявлены проблемы со здоровьем и он не смог пройти медицинское обследование. В следующем месяце он присоединился к другому английскому клубу «Куинз Парк Рейнджерс», где до завершения сезона 2008/09 успел провести 15 игр. В английском чемпионате дебютировал в игре против «Барнсли», заменив Маттео Альберти. Единственный гол за КПР забил 21 марта в игре против «Бристоль Сити» (2:1),.
После окончания сезона 16 июля 2009 года Хорди Лопес вслед за бывшим тренером Куинз Парк Рейнджерс Паулу Соузой перешёл в «Суонси Сити», подписав двухлетний контракт. Во время его двух сезонов в уэльском клубе сыграл всего 15 матчей, чаще борясь с травмами. 13 января 2011 года футболист и клуб разорвали контракт по обоюдному согласию. На следующий день Лопес подписал контракт с нидерландским клубом Витесс, который тренировал его соотечественник Альберт Феррер. Здесь футболист не задержался надолго, проведя в клубе всего полгода. Летом 2011 года перешёл в команду с острова Крит ОФИ. За этот клуб сыграл 24 матча, забил 1 мяч.
Летом 2012 Хорди Лопес подписал контракт с ужгородской «Говерлой». В украинской Премьер-лиге дебютировал 3 августа 2012 года, в матче «Говерла» — «Заря» (0:1). 31 октября 2012 года в кубковой игре ужгородцев против донецкого «Шахтёра» забил свой первый мяч за клуб. Матч был проигран со счётом 1:4. Летом 2013 года срок действия контракта между испанцем и ужгородской командой истек, и стороны продлевать его не стали.
После возвращения в Испанию Хорди Лопес заключил контракт с местной командой «Льягостера».